# WASP-71
Désignations
BD+00 316 ou WASP-71 (depuis 2019) est une étoile avec une exoplanète en orbite proche dans la constellation de la Baleine. BD+00 316 est l'identifiant stellaire du Bonner Durchmusterung. Avec une magnitude apparente de 10,56, elle est trop faible pour être visible à l'œil nu. Cette étoile est située à une distance de 1 160 années-lumière d'après les mesures de la parallaxe, et s'éloigne de plus en plus avec une vitesse radiale héliocentrique de +7,7 km/s.
Cette étoile est classée comme une étoile jaune-blanc de la séquence principale avec une type spectral F8. Son diamètre est plus de deux fois supérieur à celui du Soleil et sa masse est 1,5 fois supérieure. L'étoile est plus jeune que le Soleil, avec environ 3,6 milliards d'années, mais elle évolue déjà en dehors de la séquence principale. BD+00 316 est enrichie en éléments lourds, avec 140 % de l'abondance solaire en fer. Les relevés d'imagerie réalisés en 2015 et 2020 n'ont pas permis de trouver de compagnons stellaires pour BD+00 316,.
L'étoile a été nommée Mpingo par des astronomes amateurs tanzaniens en 2020 dans le cadre du concours NameExoWorlds, d'après l'arbre mpingo (Dalbergia melanoxylon) dont le bois est un type d'ébène utilisé dans les instruments de musique.

## Système planétaire
En 2012, une planète superjovienne en transit, désignée b, a été détectée sur une orbite circulaire serrée. L'orbite planétaire est bien alignée avec le plan équatorial de l'étoile, l'angle de désalignement étant égal à −1,9+7,1
 −7,5°. Sa température d'équilibre est de 2 016,1+67,0
 −52,5 K.
La planète a été nommée Tanzanite par des astronomes amateurs tanzaniens en 2020 dans le cadre de NameExoWorlds, d'après le minéral également connu sous le nom de tanzanite.
| Planète | Masse          | Demi-grand axe (ua) | Période orbitale (jours) | Excentricité | Inclinaison    | Rayon              |
| ------- | -------------- | ------------------- | ------------------------ | ------------ | -------------- | ------------------ |
| b (en)  | 2,14 ± 0,08 MJ | 0,046 0 ± 0,000 6   | 2,903 676 ± 0,000 008    | < 0,019      | 85,8+2,4 −2,1° | 1,35+0,13 −0,07 RJ |